# Ugo Chiti
Ugo Chiti (Tavarnelle Val di Pesa, 13 febbraio 1943) è un drammaturgo, sceneggiatore e regista italiano.

## Biografia

### Gli inizi
Nel 1970 lascia il gruppo di ricerca "Ouroboros" diretto da Pier'Alli per formare la compagnia "Teatro in Piazza" con la volontà di sperimentare un proprio linguaggio espressivo in modo da coniugare quella esperienza con i moduli della drammaturgia popolare. Con il Teatro in Piazza, in veste di autore, scenografo, costumista e regista, Chiti realizza i suoi primi spettacoli. Nel 1975 entra a far parte del centro F.L.O.G. di Firenze (dal 1972 Auditorium FLOG) per la ricerca e la documentazione delle tradizioni popolari, avviando un progetto di analisi critica all'interno della drammaturgia vernacolare toscana.
Appartengono a questo periodo gli spettacoli: Si piange si ride, Il Vangelo dei Beceri, Ballata di Carnevale, La Soramoglie. Inizia una collaborazione con il Teatro dell'Affratellamento di Firenze nell'ambito di una ricerca sulle "avanguardie storiche" realizzando nel 1977 un primo spettacolo a percorso ispirato a La caduta della casa degli Usher di Edgar Allan Poe. Successivamente mette in scena Così è se vi pare di Luigi Pirandello e, con testi originali, Shakespeare Suite e Osceno vaudeville. Nello stesso anno per l'Estate Fiesolana cura la regia dell'opera lirica di Britten, L'Arca di Noè.
Nel 1980 comincia a collaborare, come costumista e scenografo, con Alessandro Benvenuti nel film Ad ovest di Paperino. Dal 1983 lavora per alcuni anni con una nuova compagnia, il "Teatro Arkhè" con cui mette in scena: Visita a Kafka, Gilgamesh e Telenovela hollywoodiana. Ottiene una prestigiosa segnalazione al premio Pirandello con il testo Fedra. Tra il 1984 e il 1986, sempre con il Teatro Arkhè e con gli allievi dei laboratori che gestisce in collaborazione con il comune di Firenze, realizza gli spettacoli Lune di Carnevale e Poe Interiors.

### L'Arca Azzurra Teatro
Ancora nel 1983, al termine di un laboratorio di recitazione, inizia l'attività con la compagnia Arca Azzurra Teatro con la realizzazione di Volta la carta... ecco la casa, presentato alla VIII e IX rassegna Città Spettacolo di Benevento, aprendo in questa nuova dimensione di drammaturgo di compagnia, una seconda fase all'interno della sua ricerca sulla drammaturgia dialettale che si concretizza nel 1985 con la produzione del suo Carmina Vini. D'ora in poi, tranne rare eccezioni, i suoi testi saranno prodotti e interpretati dall'Arca Azzurra Teatro.
La stagione 1987-1988 vede la messa in scena e l'affermazione di tre nuovi spettacoli: Allegretto (per bene... ma non troppo), segnalatosi alla rassegna Teatro Giovani di Spoleto; Stele Turandot (ancora con il Teatro Arkhè) e, nel 1988, Benvenuti in casa Gori, scritto con Alessandro Benvenuti, che ne è anche unico interprete e regista. Sempre nel 1988 nelle vesti di autore e regista per l'Arca Azzurra mette in scena In punta di cuore - Tragedia in commedia dedicata a Giulietta. Nel 1989 realizza Decameron-variazioni, da tre novelle del Boccaccio e La provincia di Jimmy, testo che otterrà il premio IDI, il premio nazionale dei Critici di Teatro e il premio Taormina Arte - Novità italiana.

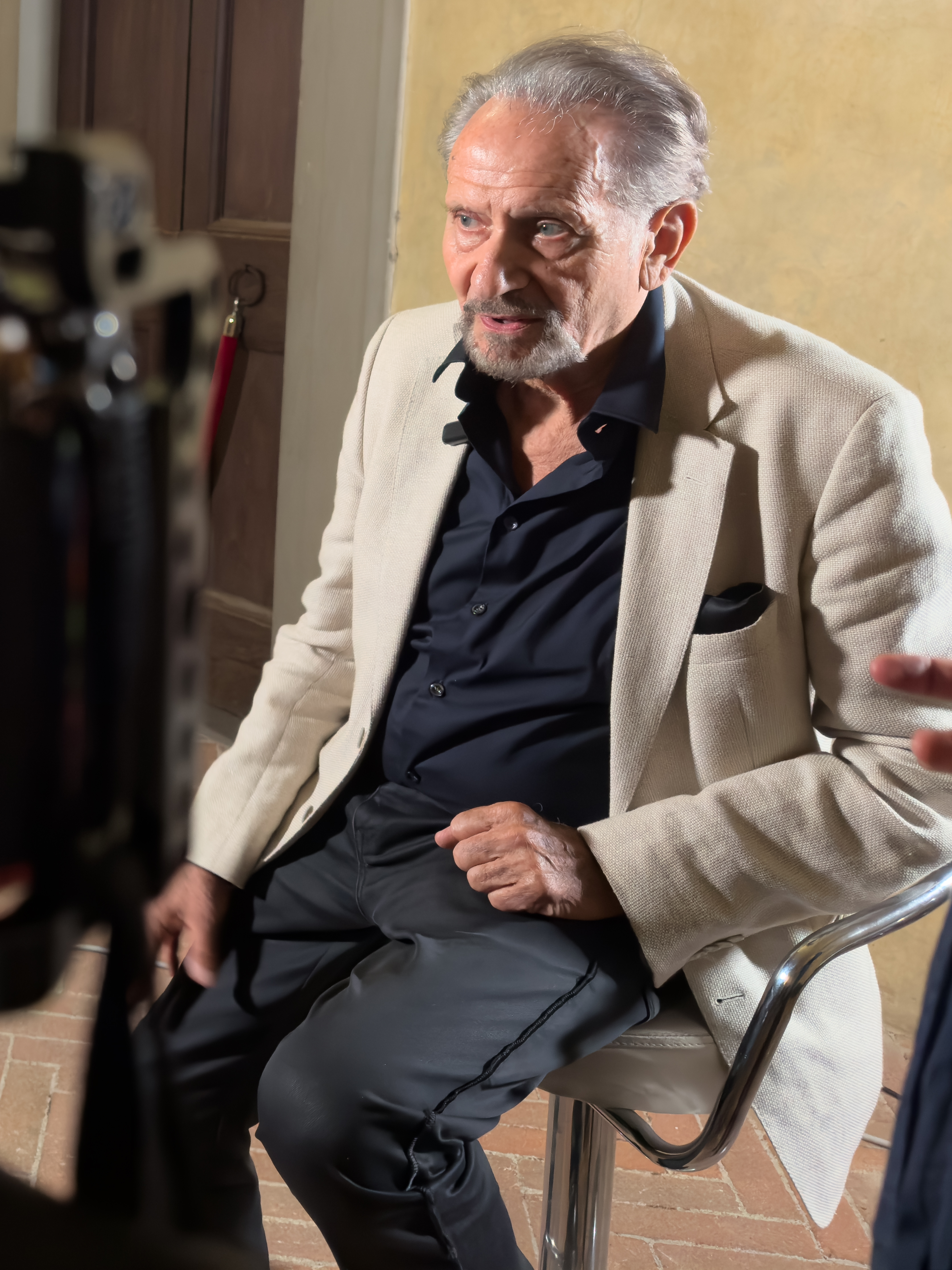
Uno scatto di Ugo Chiti, presso il Forte Belvedere a Firenze, durante le riprese di un documentario su Carlo Monni, diretto da Romeo Conte.

Nel 1989, tra i vari spettacoli, realizza anche Kirie, con Isa Danieli (Biglietto d'oro Agis-Minerva 1990) per il Todi Festival. Nel 1991 ancora con l'Arca Azzurra debutta Emma (il ridicolo della vita)" ad AstiFestival, a Villa La Versiliana e all'Estate Fiesolana. Nel maggio del 1992 partecipa al I Festival internazionale di drammaturgia contemporanea "Dionisya" assieme ad autori come il premio Nobel Wole Soyinka, al russo Galin, lo spagnolo Sinisterra, il polacco Sławomir Mrożek, l'inglese Barker e altri. Qui, insieme all'Arca Azzurra, mette in scena Passaggio con figure. Di nuovo al Teatro romano di Fiesole, nell'estate del 1996, debutta Il Vangelo dei buffi, un adattamento drammaturgico di alcuni racconti ascoltati da Chiti nell'infanzia, che hanno come protagonisti Gesù, Pietro e Giovanni.
Dalla stagione 1996-1997 è direttore artistico del Teatro Niccolini (San Casciano in Val di Pesa), gestito dalla compagnia Arca Azzurra Teatro. Visita a Kafka, da La metamorfosi di Franz Kafka debutta al Teatro Niccolini nel maggio del 1997. Nel 1998 è la volta di alcuni monologhi e atti unici: Silvana, Loro, Oberon, Rutilio Canova, La porcilaia. La stagione teatrale 1997-1998 del Teatro Niccolini si conclude con lo spettacolo-evento A proposito di Spoon River, da Edgar Lee Masters. Nel 1999 Chiti affronta una riscrittura de La Clizia di Niccolò Machiavelli che debutta al Teatro dei Rinnovati di Siena.
Instancabile, molto impegnato anche in cinema, Chiti continua a scrivere e a sperimentare con gli attori dell'Arca Azzurra: nel 2000 l'autore rievoca di nuovo il periodo della Resistenza, già trattato in La provincia di Jimmy, con il testo Quattro bombe in tasca. L'anno successivo è la volta di La cena delle beffe, riscrittura quasi integrale del dramma di Sem Benelli. Finalmente nel 2002, dopo circa 15 anni, vede la luce il testo vincitore del premio Riccione-ATER 1987, Nero Cardinale; interprete principale Alessandro Benvenuti.
Amleto Moleskine e I ragazzi di via della Scala, sono le due produzioni del 2003, a cui seguiranno Amleto in farsa tragedia (2004) e Genesi, i ribelli (2005). E ancora: Buffi si nasce e Racconti solo racconti nel 2006; Decamerone, amori e sghignazzi" nel 2007; Le conversazioni di Anna K. nel 2008. Con questo testo vince di nuovo il premio Riccione-ATER 2008. Nel 2009 debutta Agosto '44-la notte dei ponti; nel 2010, Mandragola, (adattamento da Niccolò Machiavelli) e nel 2011, L'Abissinia - Paesaggio con figure.
Ugo Volli - La Repubblica, 25-6-1993»

### Altre attività
Nel 1993 va in scena Loro nell'ambito della rassegna "atti uniti di fine stagione" del Piccolo Eliseo di Roma, con Paolo Graziosi e la regia di Piero Maccarinelli. Successivamente al Festival di Taormina, Sergio Pierattini porta in scena il breve monologo La porcilaia, con la regia di Walter Manfrè. Nel 1994 Lucia Poli interpreta al Teatro Flaiano di Roma il toccante monologo Silvana, elogio per una donna piccola piccola. Nell'autunno del 1998 cura la regia de L'elisir d'amore di Gaetano Donizetti al Teatro alla Scala di Milano.

### Il cinema
Prosegue parallelamente la sua attività cinematografica, collaborando con Alessandro Benvenuti, Giovanni Veronesi e Francesco Nuti in veste di co-sceneggiatore nei loro film. Nel 1990 è impegnato come co-sceneggiatore e costumista nel film tratto dal testo Benvenuti in casa Gori, diretto da Benvenuti e presente al Festival Europa Cinema. Firma la sceneggiatura di Willy Signori e vengo da lontano, insieme a Francesco Nuti e Giovanni Veronesi. Nel 1991 è la volta di Zitti e mosca di Alessandro Benvenuti e di Donne con le gonne di Francesco Nuti.
Nel 1993 ancora con Alessandro Benvenuti firma la sceneggiatura di Caino e Caino, con Enrico Montesano. Ottiene il premio David di Donatello nel 1993 per la sceneggiatura di Per amore, solo per amore di Giovanni Veronesi, interpretato da Diego Abatantuono. Firma nel 1994 la sceneggiatura di OcchioPinocchio, insieme a Francesco Nuti e Giovanni Veronesi. Debutta come regia cinematografica nel 1996 con il film Albergo Roma (vincitore del premio Kodak) tratto dalla sua commedia teatrale Allegretto (perbene ma... non troppo).
La seconda moglie del 1998 è la seconda esperienza di sceneggiatura e regia cinematografica di Ugo Chiti. Sceneggiatore fra i più sensibili e prolifici del cinema italiano, intensifica il proprio lavoro di scrittura cinematografica ottenendo premi e consensi di critica e di pubblico. Ultimi, in ordine temporale, i numerosi riconoscimenti per la sceneggiatura di Gomorra, tratto dal libro di Roberto Saviano.

## Teatro
Ugo Chiti firma la regia dei seguenti spettacoli, tranne dove specificato:
- La farsesca (1970)
- Tragitribù (1970)
- Il malcontento (1970)
- Si piange si ride (1973)
- Il vangelo dei beceri (1973)
- Ballata di Carnevale (1973)
- La soramoglie (1973)
- Casa Usher (1977)
- Shakespeare Suite (1977)
- Osceno vaudeville (1977)
- Visita a Kafka (1983)
- Fedra (1983)
- Volta la carta... ecco la casa (1983)
- Gilgamesh (1984)
- Telenovela hollywoodiana (1984)
- Lune di Carnevale (1985)
- Carmina vini (1985)
- Equinozio (rituale stagionale) (1987)
- Allegretto (per bene... ma non troppo) (1987)
- Stele Turandot (1987)
- Benevenuti in casa Gori (scritto con Alessandro Benvenuti), regia di Alessandro Benvenuti (1988)
- In punta di cuore (1988)
- Decameron - Variazioni (1989)
- Kirye (1989)
- La provincia di Jimmy (1989)
- Clizia (1989)
- Emma (il ridicolo della vita) (1991)
- Paesaggio con figure (1992)
- Loro, regia di Piero Maccarinelli (1993)
- La porcilaia, regia di Walter Manfrè (1993)
- Silvana, elogio per una donna piccola piccola (1994)
- Il Cristo proibito di Curzio Malaparte riduzione teatrale di Ugo Chiti e Massimo Luconi, regia di Massimo Luconi (1994)[2]
- Misery non deve morire, di Simon Moore (1996)
- Il vangelo dei buffi (1997)
- Voci (1998)
- Bottegai (1998)
- Come naufraghi in un mare di città (1998)
- A proposito di Spoon River (1998)
- Quattro bombe in tasca (2000)
- La cena delle beffe (2001)
- Nero Cardinale (2001)
- Amleto Moleskine (2003)
- I ragazzi di via della Scala (2003)
- Amleto in farsa tragedia (2004)
- Genesi - I ribelli (2005)
- Racconti, solo racconti (2006)
- Buffi si nasce (2006)
- Il principe della gioventù, scritto in collaborazione con Riz Ortolani, regia di Pier Luigi Pizzi, Venezia, Teatro La Fenice, 4 settembre 2007
- Decamerone - Amori e sghignazzi (2007)
- Le conversazioni di Anna K. (2008)
- Agosto '44 – La notte dei ponti (2009)
- Mandragola (2010)
- L'Abissinia - Paesaggio con figure (2011)
- Pinocchio (2013)
- Il malato immaginario (2014)
- L'avaro (2016)
- Le sorelle materassi (2016)
- Dell'amore le gioie e gli inganni (2020)
- Lisistrata (2021)
- Falstaff a Windsor (2023)

## Filmografia

### Regia e sceneggiatura
- Albergo Roma (1996)
- La seconda moglie (1998)

### Sceneggiatura
- Willy Signori e vengo da lontano, regia di Francesco Nuti (1989)
- Benvenuti in casa Gori, regia di Alessandro Benvenuti (1990)
- Donne con le gonne, regia di Francesco Nuti (1991)
- Zitti e mosca, regia di Alessandro Benvenuti (1991)
- Caino e Caino, regia di Alessandro Benvenuti (1993)
- Per amore, solo per amore, regia di Giovanni Veronesi (1993)
- Belle al bar, regia di Alessandro Benvenuti (1994)
- Ivo il tardivo, regia di Alessandro Benvenuti (1995)
- OcchioPinocchio, regia di Francesco Nuti (1995)
- Il barbiere di Rio, regia di Giovanni Veronesi (1996)
- Ritorno a casa Gori, regia di Alessandro Benvenuti (1996)
- Silenzio... si nasce, regia di Giovanni Veronesi (1996)
- I volontari, regia di Domenico Costanzo (1998)
- Io amo Andrea, regia di Francesco Nuti (1999)
- Caruso, zero in condotta, regia di Francesco Nuti (2001)
- L'imbalsamatore, regia di Matteo Garrone (2002)
- Ti spiace se bacio mamma?, regia di Alessandro Benvenuti (2003)
- Manuale d'amore, regia di Giovanni Veronesi (2005)
- Manuale d'amore 2 - Capitoli successivi, regia di Giovanni Veronesi (2006)
- SMS - Sotto mentite spoglie, regia di Vincenzo Salemme (2007)
- Gomorra, regia di Matteo Garrone (2008)
- Mar nero, regia di Federico Bondi (2008)
- No problem, regia di Vincenzo Salemme (2008)
- Italians, regia di Giovanni Veronesi (2009)
- La pecora nera, regia di Ascanio Celestini (2010)
- Genitori & figli - Agitare bene prima dell'uso, regia di Giovanni Veronesi (2010)
- Manuale d'amore 3, regia di Giovanni Veronesi (2011)
- L'erede - The Heir, regia di Michael Zampino (2011)
- Reality, regia di Matteo Garrone (2012)
- L'ultima ruota del carro, regia di Giovanni Veronesi (2013)
- Il racconto dei racconti - Tale of Tales, regia di Matteo Garrone (2015)
- La stoffa dei sogni, regia di Gianfranco Cabiddu (2016)
- On Air - Storia di un successo, regia di Davide Simon Mazzoli (2016)
- Quanto basta, regia di Francesco Falaschi (2018)
- Si muore tutti democristiani, regia de Il Terzo Segreto di Satira (2017)
- Dogman, regia di Matteo Garrone (2018)
- La vita davanti a sé (The Life Ahead), regia di Edoardo Ponti (2020)
- Tutti per 1 - 1 per tutti - film TV, regia di Giovanni Veronesi (2020)
- La stranezza, regia di Roberto Andò (2022)
- L'abbaglio, regia di Roberto Andò (2025)

### Scenografia
- Ad ovest di Paperino (1981)
- Madonna che silenzio c'è stasera (1982)
- Stregati (1986)
- Maramao (1987)

### Attore
- La ragazza di Bube (1963)

## Opere letterarie
- Teatro: progetto "La terra e la memoria", Quaderni del teatro, Roma, Gremese, 1994, ISBN 88-7605-829-X.

## Premi e riconoscimenti
David di Donatello
- David di Donatello 1994 - Migliore sceneggiatura per Per amore, solo per amore
- David di Donatello 2003 - Migliore sceneggiatura per L'imbalsamatore
- David di Donatello 2009 - Migliore sceneggiatura per Gomorra
- David di Donatello 2017 - Migliore sceneggiatura adattata per La stoffa dei sogni
- David di Donatello 2019 - Migliore sceneggiatura originale per Dogman
- David di Donatello 2023 - Migliore sceneggiatura originale per La stranezza

Nastro d'argento
- Nastri d'argento 1995 - Miglior soggetto per Belle al bar
- Nastri d'argento 2006 - Migliore sceneggiatura per Manuale d'amore

Premio Flaiano
- 1996 - Premio Flaiano per la sceneggiatura

Globo d'oro
- Globo d'oro 2015 - Migliore sceneggiatura per Il racconto dei racconti - Tale of Tales

Ciak d'oro
- 2009 - Migliore sceneggiatura per Gomorra[3]
- 2019 - Migliore sceneggiatura per Dogman [4]

European Film Award
- European Film Awards 2008 - Migliore sceneggiatura per Gomorra

### Altri premi
- Fedra - segnalazione al Premio Pirandello, 1983
- Nero Cardinale - Premio Riccione-Ater, 1987
- medaglia d'oro dell'Istituto del Dramma Italiano, 1988
- La provincia di Jimmy - Premio Istituto del Dramma Italiano; Premio Taormina Arte - Novità italiana; Premio Associazione Nazionale Critici di Teatro, 1989
- Kirie - Biglietto d'oro Agis-Minerva, 1990
- Albergo Roma - Premio Kodak, 1996
- Le conversazioni di Anna K. - Premio Riccione-Ater, 2008